# Pablo Badenier
Pablo Esteban Badenier Martínez (Valparaíso, 6 de diciembre de 1973) es un biólogo marino y político chileno, militante del Partido Demócrata Cristiano (PDC). Fue ministro del Medio Ambiente del segundo gobierno de la presidenta Michelle Bachelet entre 2014 y 2017.

## Familia y estudios
Es hijo de Adolfo Osvaldo Badenier Bustamante y de Berta Marianela Martínez Salinas. Está casado con la contadora auditora Cecilia Verónica Paz Cifuentes.
Estudió biología marina en la Universidad de Valparaíso y tiene un magíster en gestión y políticas públicas de la Universidad de Chile. Ha realizado publicaciones en materia de Institucionalidad Ambiental y Gestión Ambiental de Proyectos, y es académico en la Universidad de Valparaíso.

## Carrera profesional
En el ámbito profesional se ha desempeñado como director regional de la Comisión Nacional de Medio Ambiente (CONAMA) de la Región Metropolitana (2003), secretario ejecutivo de Medio Ambiente y Territorio del Ministerio de Obras Públicas (MOP) e investigador asociado del Centro de Estudios para el Desarrollo. Ha sido coordinador de la Comisión de Medio Ambiente y Matriz Energética del Centro Democracia y Comunidad (CDC).

## Carrera política

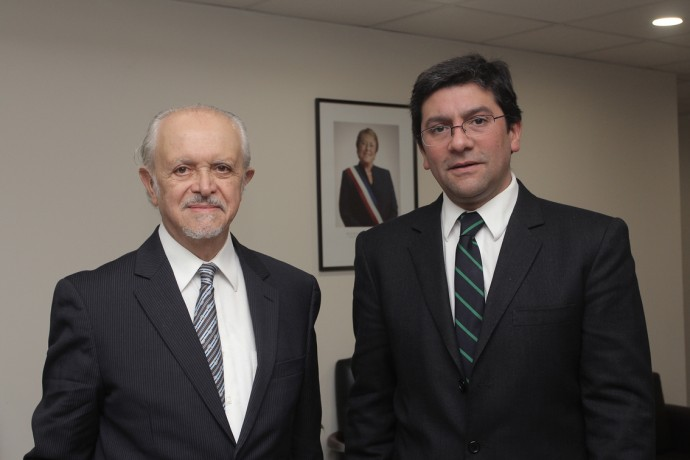
Pablo Badenier junto con el premio nobel Mario Molina.

En el ámbito político fue presidente de la Federación de Estudiantes de la Universidad de Valparaíso (1995), presidente nacional de la Juventud Demócrata Cristiana (2000-2003), y en el desempeño de dicho cargo, fue elegido presidente de la Juventud de la Organización Demócrata Cristiana de América (JUDCA) para el año 2002.
En el 2013 fue coordinador territorial de la campaña presidencial de Michelle Bachelet.
En enero de 2014 fue designado por la entonces presidenta electa Bachelet como ministro del Medio Ambiente de su segundo gobierno. Asumió el 11 de marzo de ese año. Renunció al cargo el 20 de marzo de 2017, para asumir como jefe de campaña de la precandidata presidencial Carolina Goic.